# Trish Sie
Patricia Mary Sie (nacida como Patricia Mary Kulash; 11 de octubre de 1971), más conocida como Trish Sie, es una directora de cine y de videoclips y coreógrafa estadounidense. Es más conocida por dirigir las películas Step Up: All In (2014) y Pitch Perfect 3 (2017), además de varios videoclips, principalmente del grupo estadounidense OK Go. El vídeo musical de Here It Goes Again, en donde aparecían los cuatro miembros de la banda bailando sobre unas cintas de correr, le valió el Premio Grammy a mejor vídeo musical en 2006.

## Biografía
Trish Sie, cuyo nombre de nacimiento es Patricia Kulash, nació en Washington D. C. Estudió música en la Universidad de Pensilvania, y pronto se convirtió en profesora de baile deportivo en el Zebra Room Dance Studios de Orlando, Florida. Su hermano, Damian Kulash, es el vocalista del grupo de indie rock proveniente de Chicago OK Go. Entre los videoclips que ha dirigido para el grupo está "A Million Ways", "Here It Goes Again" (vídeo musical que le valió el Premio Grammy al mejor video musical en 2007), "White Knuckles", "All Is Not Lost" y "Skycrapers". En este último vídeo, Trish aparecía bailando un tango conforme iba sonando de fondo la canción.
En 2011 participó en la Conferencia TED. En 2008 su segundo embarazo apareció en la serie de televisión Deliver Me, de Discovery Health Channel. Fue la directora de la película Step Up: All In (2014) después de haber trabajado en las anteriores entregas como asistenta y ayudante de coreografías. En 2017, dirigió la comedia musical Pitch Perfect 3.
En 2023, dirigió la película Sitting in Bars with Cake, para el servicio de streaming Amazon Prime Video.